# Itcha
Les Itcha sont une ethnie du Bénin appartenant au groupe linguistique des Yoruba
Ils sont particulièrement réputés pour leur culture sociale basée sur des "pactes de terre" et l'organisationde leurs chasseurs en confrérie.
Dans la commune de Bantè, plus de 90 % de la population est intégrée sous la dénomination de groupe Yoruba et apparentés, qui inclut les Ifè, les Itcha et les Idaatcha. Les Itcha peuplent principalement la commune de Bantè
La musique des Itcha du Bénin repose sur un système musical et un répertoire de chants polyphoniques pour le culte des divinités locales (N'win ou Orisha), et des musiques liées aux danses de masque guélédé. L'originalité de la forme des chants de guèlèdè Itcha est li